# Ana María Fernández Martínez
Ana María Fernández Martínez (Palma, 1949) és una escriptora gallega, que resideix a La Corunya des de 1967. Juntament amb el seu marit, Xoán Babarro, va preparar els primers llibres de text moderns per a l'aprenentatge del gallec.
Va estudiar magisteri i llicenciada en filosofia i lletres per la Universitat de Santiago de Compostel·la. Més tard s'especialitzà en educació preescolar. Actualment exerceix la docència, la creació literària i la traducció d'obres infantils al gallec.

## Amar e outros verbos
Amar e outros verbos, Premi Lazarillo de 2001, és un llibre de poemes basat en el principi constructiu senzill, però funcional: la reflexió, en vers lliure, entorn de 25 verbs com ara estimar, caminar, ballar, cantar, menjar, créixer, orar, etc.; i alguns sintagmes verbals com "mirar al cel", "mirar al mar" o "ser pobre". Són poemes d'imatgeria simbòlica i lleugerament surrealista, el lèxic dels quals és ric i acurat. La versió espanyola del llibre, traduït del gallec per la mateixa autora, inclou també l'ús de diversos dialectalismes.

## Obra
- Zapatón e Libiripón, 1977 (teatre infantil)
- Primeiro libro con Malola, 1985 (narrativa infantil, amb Xoán Babarro)
- Tres países encantados, 1986 (narrativa infantil, amb Xoán Babarro)
- O pirata da Illa de Prata, 1987 (novel·la infantil)
- ¡Grande invento para saír do aburrimento!, 1987 (teatre infantil)
- Barrigaverde e o dragón Achís, 1989 (novel·la infantil, amb Xoán Babarro)
- Polas rúas dos versos, 1990 (poemari infantil)
- A chamada das tres raíñas, 1991 (narrativa infantil, amb Xoán Babarro)
- Ondas de verde e azul, 1994 (poemari infantil)
- O cacarabicolé, 1997 (narrativa infantil)
- Amar e outros verbos, 2001 (Premi Lazarillo)[1]
- Do A ao Z amb Rosalía,2009.